# Cantón de Marcigny
El cantón de Marcigny era una división administrativa francesa, que estaba situada en el departamento de Saona y Loira y la región de Borgoña.

## Composición
El cantón estaba formado por doce comunas:
- Anzy-le-Duc
- Artaix
- Baugy
- Bourg-le-Comte
- Céron
- Chambilly
- Chenay-le-Châtel
- Marcigny
- Melay
- Montceaux-l'Étoile
- Saint-Martin-du-Lac
- Vindecy

## Supresión del cantón de Marcigny
En aplicación del Decreto nº 2014-182 de 18 de febrero de 2014, el cantón de Marcigny fue suprimido el 22 de marzo de 2015 y sus 12 comunas pasaron a formar parte del nuevo cantón de Paray-le-Monial.